# .si
Pour les articles homonymes, voir SI.

Nombre d’allocations IPV4 de l'adresse .si

.si est le domaine de premier niveau national (country code top level domain : ccTLD) réservé à la Slovénie.